# Doupovské Hradiště
Doupovské Hradiště je obec v Karlovarském kraji, okrese Karlovy Vary, jež vznikla 1. ledna 2016, kdy byl zmenšen vojenský újezd Hradiště, na ploše katastrálního území Doupovské Hradiště. Žije zde 162 obyvatel. Skrz Doupovské Hradiště protéká Lučinský potok. Severně od obce se nachází Harmanovský kopec o nadmořské výšce 535 metrů. Sídelním centrem obce se stalo sídlo Lučiny včetně území téměř zaniklé osady Činov, k obci dále patří ves Dolní Lomnice a téměř neobydlená osada Svatobor. Obcí prochází cyklotrasa číslo 2249 z Ostrova podél hranice vojenského újezdu do Valče.
Území obce bylo již od roku 2006 tzv. zpřístupněnou oblastí vojenského újezdu. Na jejím území stojí rozhledna Bučina a nad osadou Dubina také národní přírodní památka Skalky skřítků.
Dne 16. ledna 2016 se uskutečnily zdejší první obecní volby. Starostkou se po nich stala Jarmila Bošková.